# Бабун, Роальд Владимирович
Роальд Владимирович Бабун (20 января 1934, Ленинград, РСФСР, СССР — 24 ноября 2020, Новокузнецк, Российская Федерация) — заведующий кафедрой муниципального управления НФИ КемГУ, кандидат экономических наук, профессор. Вице-президент Ассоциации сибирских и дальневосточных городов (АСДГ).

## Биография
Во время блокады временно эвакуирован в Пермь.
В 1957 окончил Ленинградский политехнический институт. Специальность- Обработка металлов давлением. После окончания вуза работал в Новокузнецке.
С 1963 по 1989 работал в Сибгипромезе. В 1990 году избран депутатом Новокузнецкого городского совета народных депутатов. В 1990—1993 — председатель Новокузнецкого городского совета. В 1990 г. был избран председателем Новокузнецкого городского совета народных депутатов и занимал этот пост до прекращения деятельности советов всех уровней в конце 1993 г. Под его руководством был разработан и принят один из первых в России устав города, разработана программа социально-экономического развития города в условиях перехода к рыночной экономике, положение о статусе пригородной зоны. Под его руководством городским советом был принят ряд решений по реформированию экономики города, в частности, решение об акционировании городского предприятия "Водоканал". С его активным участием были установлены побратимские отношения Новокузнецка с городами Питтсбург (США), Запорожье (Украина), Чаоян (КНР). В 1993—1994 — председатель Ассоциации Сибирских и Дальневосточных городов, работал в ней вице-президентом на освобождённой основе вплоть до самой смерти. С 1996 по 2020 работал в Новокузнецком филиале Кемеровского государственного университета. Профессор, д.э.н. Преподаватель кафедры экономики и управления НФИ КемГУ (С 2000 по 2015 работал на кафедре муниципального управления).
Умер 24 ноября 2020 года в Новокузнецке.

## Награды и звания
Награждён медалью «За заслуги перед городом Новокузнецк», Юбилейной медалью в честь 60-летия Победы, Юбилейной медалью в честь 300-летия Санкт-Петербурга.
На сессии Новокузнецкого горсовета 4 июля 2019 года ему было присвоено звание почётного гражданина Новокузнецка.

## Сочинения
1. Учебник «Система муниципального управления» под ред. В. Б. Зотова. Руководитель авторского коллектива учебника. Автор концепции учебника и важнейших его разделов. Учебник выдержал 5 изданий. Последнее издание — Ростов н/Д.: Феникс, 2010. — 717 с. Учебник удостоен премии Правительства РФ в области образования за 2007 год
2. Учебное пособие «Организация местного самоуправления». Выпущено 5 изданий, в том числе 2 в центральных издательствах. Последнее издание — М.: КНОРУС, 2013. — 280 с.
3. Учебное пособие «Организация муниципального управления» — СПб.: Питер, 2012. — 336 с.
4. Общие представления о государственном и муниципальном управлении: учеб. пособие по дисциплине «Введение в специальность» (для направления подготовки бакалавров «Государственное и муниципальное управление», профиль «Муниципальное управление»), ч.1 — Новокузнецк, НФИ КемГУ, 2013. — 150 с.
5. Местное самоуправление: тенденции и перспективы: сборник научных трудов, посвященный юбилею автора. — Кемерово: Кузбассвузиздат, 2014. — 212 с.
6. Управление муниципальной экономикой. Пособие для муниципальных служащих (совместно с З. З. Муллагалеевой). — Новокузнецк: НФИ КемГУ, 1999. — 150 с.
7. Учебное пособие "Вопросы муниципальной экономики (совместно с З. З. Муллагалеевой). Серия «Библиотека местного самоуправления», выпуск 35. — М.: Московский общественный научный фонд, 2001. — 144 с.
8. Что такое муниципальная экономика и кому она служит. Пособие для населения и общественных организаций (совместно с З. З. Муллагалеевой). — Новосибирск: НГАЭиУ, 2000. — 126 с.
9. Муниципальные предприятия: проблемы и решения (совместно с Е. Н. Альбах и С. В. Зыковым). — Кемерово: Кузбассвузиздат, 2002. — 162 с.
10. Самая близкая к народу власть (о местном самоуправлении для всех). Пособие для населения и некоммерческих организаций (совместно с Н. В. Мальковец). Выпущено 2 издания. Последнее издание — Новосибирск: Межрегиональный общественный фонд «Сибирский центр поддержки общественных инициатив», 2009. — 110 с.
11. Актуальные проблемы муниципальной политики: Сборник статей и докладов. — Новокузнецк: РИО НФИ КемГУ, 2002. — 98 с.
12. Проблемы и перспективы социально-экономического развития муниципальных образований Южного Кузбасса: коллективная монография / науч. ред. Р. В. Бабун. — Кемерово: Кузбассвузиздат, 2008. — 358 с.
13. Развитие чёрной металлургии Сибири и Дальнего Востока: народнохозяйственный аспект. Роальд Владимирович Бабун, Александр Григорьевич Гранберг, Зинаида Рихардовна Цимдина. Изд-во "Наука, " Сибирское отд-ние, 1987 -